# Phenacoccus bazarovi
Phenacoccus bazarovi är en insektsart som beskrevs av Ben-dov 1994. Phenacoccus bazarovi ingår i släktet Phenacoccus och familjen ullsköldlöss. Inga underarter finns listade i Catalogue of Life.